# Герб Электростали
Герб муниципального образования город Электросталь Московской области — один из официальных символов (наряду с флагом) города Электросталь. Утвержден решением Совета депутатов города Электросталь Московской области № 75/29 от 5 декабря 1996 года. Внесён в Государственный геральдический регистр Российской Федерации, регистрационный номер № 134.

## Описание герба
В червленом поле фигура Гефеста в золотой одежде, с золотой повязкой на голове и в таких же сандалиях, обратившийся вправо, двумя руками кующий черным молотом на золотой наковальне, от которой вверх отлетают две золотые громовые искры, переплетенные с орбитами атома, изображенного золотым безантом в окружении двух тонких вытянутых колец накрест
— решение Совета депутатов города Электросталь Московской области № 75/29 от 5 декабря 1996 года